# Пещеристо тяло на пениса
Пещеристото тяло на пениса (на латински: corpora cavernosa penis) е част от мъжката полова система, като има две пещеристи и едно спонгиозно тяло (на латински: corpus spongiosum penis). Пещеристите тела започват от предния ръб на срамната кост (на латински: os pubis), насочват се медиално и вентрално, и изграждат основата на пениса. Дистално изтъняват, а вентрално двете пещеристи тела образуват вдлъбнатина, където се помества спонгиозното тяло, което обхваща мъжката уретра (на латински: urethra masculina).
Пещеристото тяло е изградено от съединителна тъкан с високо съдържание на еластични влакна. Има спонгиозен (кавернозен, гъбообразен) строеж. Вътрешните му повърхности са покрити с ендотел. При покой кухините на пещеристото тяло са празни. При полова възбуда се изпълват с венозна кръв и настъпва ерекция на пениса.